# 中島ピロタカ
中島ピロタカ（なかじま ぴろたか、6月7日 - ）は、日本の駄洒落に関する専門家 、ピロデューサー(プロデューサー) 、『だじゃれの日』、『ダジャフェス』の企画発案者。D1だじゃれグランプリ2024、2025審判長。
日本だじゃれ活用協会所属(冷媒師)。全米感涙協会公認・だじゃれイケメソ男子。日本プレイフルネス協会(会長)。血液型はＯ型。星座はふたご座。
2020年9月グロービス経営大学院では初開催となるTED公認イベント「TEDxGlobisU」にはトップバッターとして登壇。ダジャレで TED (カンファレンス) に出た男として世界に笑劇が走りWANTEDされている。
2024年6月11日（国際遊びの日）に勉強や仕事に遊び心を取り入れる活動を普及する為に日本プレイフルネス協会を設立。会長に就任している。
2024年10月13日「ぼーっとする大会2024」本大会に出場。

## だじゃれの日
一般社団法人日本だじゃれ活用協会が制定した記念日で日付は9月1日。中島ピロタカが企画発案。「ク（9）リエイティブかつイ（1）ンパクト」があるだじゃれは、人と人とのコミュニケーションをより豊かなものにしてくれる「無形文化遊具」であり、だじゃれが秘める無限の「吸（9）引（1）力」を活かし、生活に彩りと潤いをもたらすことで世の中に「救（9）い（1）」を届けたいとの願いが込められている。

## プロデュース
- 「だじゃれの日」の記念日登録
- 「だじゃれアンバサダー」ミュージカル女優・かとう唯さん[2]
- 「ダジャフェス2024」日本だじゃれ活用協会10周年記念イベント
- 銚子電気鉄道（千葉県銚子市）とコラボしたタイなのにヒラメいちゃいました？貸切列車『鯛パニック号』[3]
- 誰でもでWACCAる「だじゃれ作り方講座」「だじゃれ井戸場会議」（WACCA池袋開催）

## 講演テーマ
- 「ダジャレ基礎講座」
- 「プレイフルネス講座」
- 「唯理論 〜Theory YUI〜 」
- 「グロービス」では教えてくれない事シリーズ

## 出演・監修

### テレビ
- 関内デビル「たかねこクエスト」（テレビ神奈川、2024年10月16日、23日）出演
- 5時に夢中！「協会さん、いらっしゃい」（TOKYO MX、2023年7月18日）出演[4]
- 漢字ふむふむ（Eテレ、2023年4月25日、2023年10月31日）エキストラ出演[5]
- かまいたちのオモロい協会見つけました！（テレビ東京、2022年11月23日）全米感涙協会＆日本だじゃれ活用協会として出演
- スクール革命!（日テレ、2022年6月12日）出演
- 天才てれびくんhello,（Eテレ、2020年12月8日）監修
- 飯尾和樹のぺっこり☆だじゃれ研究会（BS朝日、2020年2月11日）監修[6]
- 月曜から夜ふかし（日テレ、2017年8月21日）出演

### ラジオ
- 安住紳一郎の日曜天国（TBSラジオ、2024年9月1日）出演

- ウノ山本ミッドナイトでろんず（ NACK5、2024年7月4日、11日）出演

- 北川久仁子のbrilliant days×F（エフエム北海道、2024年4月19日）出演
- en ∞ Voyage（エン・ボヤージュ）（東北放送、2023年11月8日）出演
- みんなのラジオ[7]  （FM-FUJI、2023年10月16日）出演
- AIR’z69(μFM エフエム鹿児島、2023年9月1日) 出演
- ニュースターのオールナイトニッポンPODCAST[8]  （ニッポン放送、2023年4月8日）出演
- HAPPYパンチ！(LuckyFM 茨城放送、2022年9月1日) 出演
- 月曜のガチャガチャした話し。 [9]  （ニッポン放送、2022年7月18日）出演
- 西室真希の旅するクローゼット[10]

(PODCAST、2022年6月1日) 出演
- パンサー向井の＃ふらっと「ドッキドキ！協会マッチング」[11]（TBSラジオ、2022年5月31日）出演
- 天才・ガリンペイロの元気が出るラジオ!!（鳥越アズーリFM、2022年2月25日）出演
- KURASEEDS「暮らしに役立つダジャレ」[12]（J-WAVE、2022年1月19日）出演
- オンガクノススメ（みのおFM、2021年10月5日、12日）出演
- The BAY☆LINE Friday「今週の気になる」（ベイエフエム、2021年6月25日）出演

### 映画
- 銚子電鉄の怪人(2024年6月21日公開）銚子製菓の従業員役
- 散歩屋ケンちゃん(2023年7月7日より全国順次公開）エキストラ賞 受賞

### 講演・トークショー
- 「だじゃれ作り方講座＆井戸端会議」（2024年6月）- WACCA池袋 登壇
- 「爆笑！だじゃれ教室」（2022年8月）- 三重県学習センター 登壇 [13]

- 「グロービスでは教えてくれない事」（2022年8月）- 激レアさん発見くらぶ 登壇

- 「だじゃれは世界をハッピーにする」（2020年9月）- TEDxGlobisU 登壇[14]

### WEBメディア
『今日もどこかでDYNAMITE!! 』ウノ山本とパンチ佐藤の公式YouTube（2024年9月24日、9月28日、10月1日、10月5日）
- 『アプガダジャレ塾』アップアップガールズ公式YouTube（2023年8月24日、8月28日）
- 『ミライのアイデア』白夜書房（2020年8月26日）-ビジネスパーソンの必須スキル「だじゃれ」の本当の使い方[16]

### 新聞
- 「教科書を今日貸して」駄じゃれ作り、津で家族で学ぶ（中日新聞朝刊、2022年8月15日）[17]

### 写真集
- 誰やねん！300名の「赤の他人の証明写真集」(寺井広樹著、2024年12月）
- 誰やねん！200名の「赤の他人の証明写真集」(寺井広樹著、2024年4月）
- 誰やねん！100名の「赤の他人の証明写真集」(寺井広樹著、2023年10月）

### テレビCM
- 映画『アイミタガイ』TVスポット（15秒）感涙篇（2024年11月1日より公開）